# Русилов (Львовская область)
Русилов (укр. Русилів) — село в Красненской поселковой общине Золочевского района Львовской области Украины.
Население по переписи 2001 года составляло 207 человек. Занимает площадь 1,427 км². Почтовый индекс — 80565. Телефонный код — 3264.